# Maximilian Berlitz
Maximilian Delphinius Berlitz (Mühringen, 14 aprile 1852 – New York, 6 aprile 1921) è stato un linguista tedesco.
È il fondatore delle Berlitz School of Languages, delle quali la prima fu aperta a Providence (Rhode Island) nel 1878.

## Biografia
Nato in una famiglia d'insegnanti e matematici, Maximilian Berlitz trascorre la sua infanzia in Germania fino al 1872, quando emigra negli Stati Uniti. Qui inizia a impartire lezioni di greco, latino e altre lingue europee. Grazie ad una solida reputazione come insegnante privato, entra nel Warner Polytechnic College di Providence come professore di francese e tedesco. In pochi anni diventa responsabile di tutta la formazione linguistica del College. Grazie al successo del metodo da lui inventato - basato principalmente sulla comunicazione e sulla riproduzione del naturale processo di apprendimento della propria lingua madre - Maximilian Berlitz apre presto scuole nel New England e nella East Coast. Nel 1886 il centro operativo delle scuole viene spostato a New York. Nel 1888 sbarca in Europa a Berlino, l'anno seguente a Parigi e Londra, e nel giro di pochi anni le scuole Berlitz si diffondono in tutto il mondo. Ad oggi esistono circa 550 sedi in più di 70 paesi.